# Portés disparus (Stargate)
Pour les articles homonymes, voir Portés disparus.
Portés disparus est un épisode de la série télévisée Stargate SG-1. C'est le dix-huitième épisode de la saison 1.

## Scénario
SG-1 vient à peine de partir quand la porte s'active de nouveau, mais à l'ouverture du vortex, seuls Jackson et Teal'c en ressortent comme projetés par la porte. Cette dernière pompe alors de plus en plus d'énergie et les moteurs permettant de faire tourner l'anneau et d'alimenter la porte sautent, coupant le vortex. Hammond vient demander à Teal'c ce qui se passe. Le jaffa est sûr que Carter et O'Neill étaient juste derrière lui. Ces derniers sont en fait près d'une autre porte dans une cavité sous la glace.
À l'infirmerie de la base, Jackson est toujours assommé mais il n'est pas en danger. Teal'c explique que, sur la planète sur laquelle SG-1 se trouvait, ses membres ont été pris à partie par de nombreux tireurs embusqués. O'Neill a ordonné de rentrer immédiatement et Teal'c réaffirme qu'ils ont passé la porte à quelques secondes d'intervalle.
Pendant ce temps, O'Neill se réveille, il a la jambe cassée. Carter lui dit qu'ils sont seuls et émet l'hypothèse que Jackson ait mal composé les coordonnées. Malheureusement, Carter n'a pas réussi à trouver de DHD pour rentrer au SGC. Côté SGC, les réparations de l'interface avec la porte ont débuté ; malheureusement cela prendra une journée entière pour tout remplacer.
Carter arrive à trouver un DHD pris dans la glace et elle entreprend de le dégager de sa gangue de glace. Pendant qu'elle et O'Neill creusent, la scientifique émet plusieurs théories sur le pourquoi de leur situation (aucune de ces théories ne s'avèrera complètement juste).
Au SGC, la porte est de nouveau connectée et une sonde est immédiatement envoyée vers la planète P4A-771 d'où revenait SG-1. La sonde est immédiatement détruite par des tirs venant du lointain et la mission est annulée. Pendant un repas, Carter explique qu'ils ont probablement été déviés de leur route normale dans le vortex à cause d'une surcharge et qu'ils se trouvent donc entre P4A-771 et la Terre. Au SGC, Jackson fait le même raisonnement et en parle avec Hammond.
Carter et O'Neill parviennent enfin à dégager le haut du DHD et Carter compose l'adresse mais le vortex ne s'ouvre pas. Après avoir dégagé un peu plus le DHD, Carter ne parvient toujours pas à le faire marcher. Au SGC, la proposition de Jackson est mise en œuvre et toutes les planètes entre la terre et P4A-771 sont explorées. Malheureusement, ils ne trouvent pas les disparus et arrivés à la dernière planète, Hammond ordonne d'abandonner les recherches. Alors que Carter essaye de nouveau de faire marcher la porte, elle provoque de fortes secousses aussi bien dans la caverne qu'au SGC (de manière moins intense toutefois), Jackson comprend alors qu'ils ont oublié une planète, la Terre.
Carter vient voir O'Neill après ce nouvel échec. Ce dernier lui donne l'ordre de creuser vers la surface et de le laisser. Une fois en surface, elle s'aperçoit qu'elle est au milieu d'un immense désert de glace. Au SGC, Jackson livre sa théorie : Carter et O'Neill sont sur Terre et ils essayent de rentrer car la porte vibre par intermittence (au moment où Carter essaye de contacter le SGC) mais ils appellent une porte qui a les mêmes coordonnées que la leur.
Le raisonnement de Daniel est d'ailleurs assez amusant :
[EN] "DANIEL: [To Teal'c] What happens when you dial your own phone number? Wrong person to ask. [To Hammond] What happens when you dial your own phone number? 
HAMMOND: You get a busy signal. 

DANIEL: Exactly. "
[FR] "DANIEL : [A Teal'c] Qu'est-ce qu'il se passe quand vous essayez d’appeler votre propre numéro de téléphone ? Mauvaise personne... [A Hammond] Qu'est-ce qu'il se passe quand on appelle son propre numéro ?
HAMMOND : Ça sonne occupé, évidemment !
DANIEL : Exactement !"
Le groupe de recherche trouve alors, grâce aux sismographes et aux heures où la porte a vibré, l'emplacement de la seconde porte en Antarctique.
Hammond, Teal'c, Jackson et une équipe de secours de la base de McMurdo récupèrent O'Neill et Carter en hypothermie mais vivants.

## Distribution
- Richard Dean Anderson : Jack O'Neill
- Amanda Tapping : Samantha Carter
- Christopher Judge : Teal'c
- Michael Shanks : Daniel Jackson
- Don S. Davis : George Hammond
- Gary Jones : Walter Davis
- Dan Shea : Sergent Siler